# Margarita Tutulani

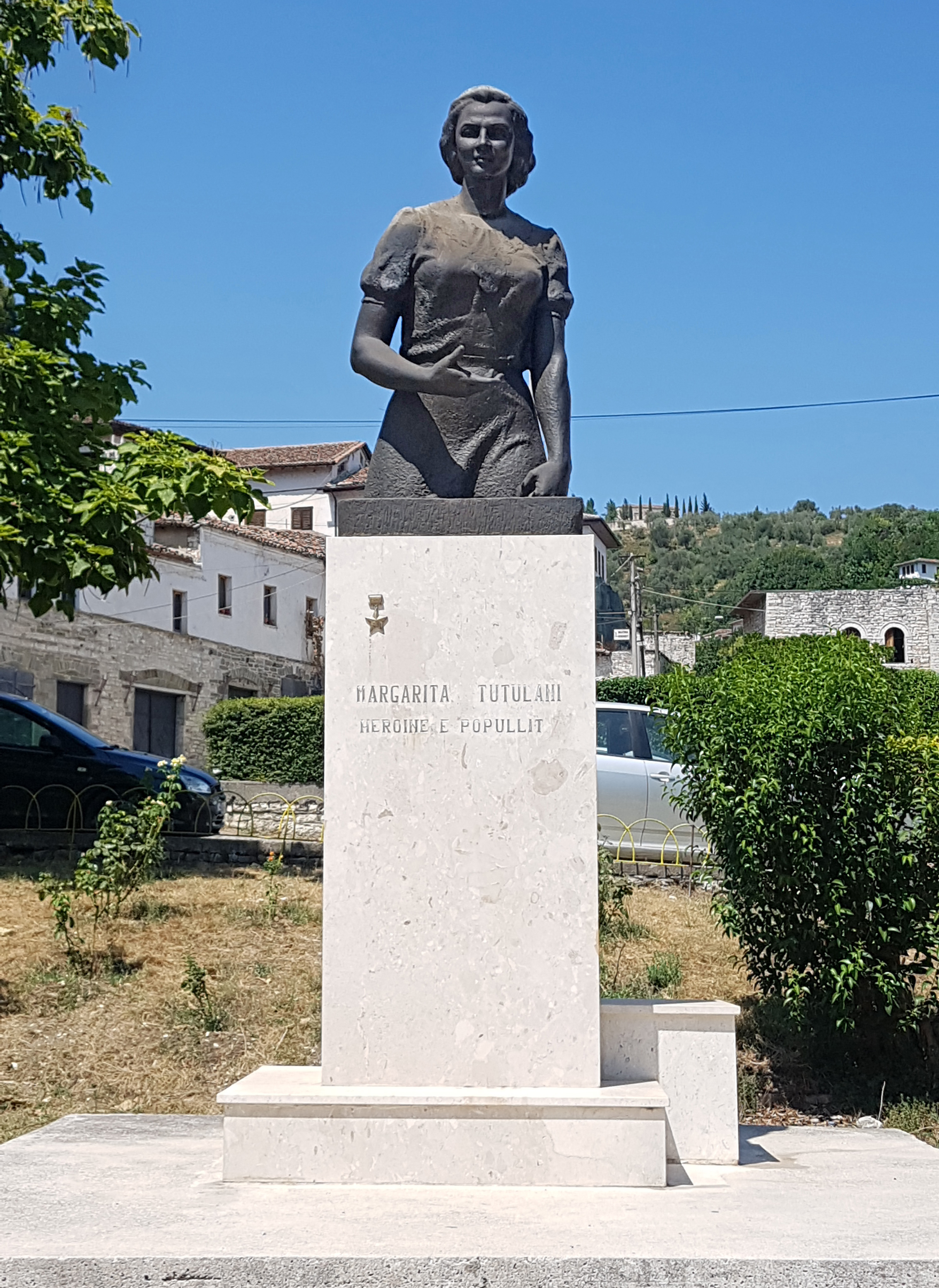
Pomnik bohaterki Margarity Tutulani w centrum miasta Berat, centralna Albania, 2021.

Margarita Tutulani (ur. 20 lipca 1924 w Beracie w Albanii, zm. 6 lipca 1943 we wsi Gosa koło Kavai) – albańska antyfaszystowska bohaterka narodowa, zamordowana w czasie II wojny światowej przez włoskich okupantów.

## Biografia
Margarita Tutulani urodziła się w Beracie w rodzinie pochodzenia arumuńskiego. Jej dziadek Dhimitër Tutulani – prawnik i polityk – był jednym z sygnatariuszy albańskiej Deklaracji Narodowej w 1912. Ojciec, Miltiadh Tutulani, był ministrem finansów i posłem do albańskiego parlamentu. Matka Kristina Tutulani (z d. Haxhistasa). Dziadek od strony matki Sotir Kolia był działaczem albańskiego ruchu narodowego i dyrektorem Biblioteki Narodowej Albanii. Miała starszego o pięć lat brata Kristaqa i młodszą o sześć lat siostrę Aferditę.
Margarita uczyła się w Instytucie Pedagogicznym Królowej Matki w Tiranie. W 1939 kiedy Włochy zajęły Albanię wróciła do Beratu. W tym czasie uczestniczyła w protestach przeciw włoskiej okupacji. W 1942 wstąpiła do Komunistycznej Partii Albanii. 28 listopada 1942 odbyła się w Beracie manifestacja narodowa, a Margarita była jedną z jej organizatorek. W czasie demonstracji wygłosiła płomienne przemówienie przy pomniku poległych bojowników albańskiego ruchu narodowego. Poszukiwana przez policję od tego czasu musiała się ukrywać.
19-letnia Margarita została aresztowana wraz ze swoim bratem Kristaqem 2 lipca 1943 w ich domu rodzinnym w dzielnicy Mangalem w Beracie. Podczas pobytu w areszcie byli przesłuchiwani i torturowani. Rozstrzelano ich 6 lipca 1943 we wsi Gosa koło Kavaja. Wśród ludności krążyło zdjęcie jej okaleczonego ciała. Morderstwo młodej dziewczyny wstrząsnęło ludźmi i zainspirowało wielu do przyłączenia się do ruchu oporu przeciwko faszystom.
Została nazwana „bohaterką ludu” i odznaczona najwyższym honorowym tytułem w Albanii. Jej grób znajduje się na Narodowym Cmentarzu Męczenników Albanii w Tiranie, gdzie pochowanych jest ok. 900 bojowników ruchu oporu. 
W archiwach rodziny Tutulani znajdują się wiersze, wspomnienia, eseje a także artystyczne hafty Margarity. Dziesięć dni po jej zamordowaniu, albański pisarz i tłumacz Vexhi Buharaja napisał, na jej cześć wiersz „Margarita”.